# یوشه بورخ
یوشه بورخ (هلندی: Joosje Burg؛ زادهٔ ۲۹ ژوئیهٔ ۱۹۹۷) بازیکن هاکی روی چمن زن اهل هلند است.